# Ropalidia horni
Ropalidia horni är en getingart som beskrevs av Jinhaku Sonan 1938. Ropalidia horni ingår i släktet Ropalidia och familjen getingar. Inga underarter finns listade i Catalogue of Life.